# Gare Beaurepaire
Pour les articles homonymes, voir Beaurepaire.
La gare Beaurepaire est une gare du Réseau de transport métropolitain située à Beaconsfield dans l'agglomération de Montréal. Elle dessert les trains de banlieue de la ligne Vaudreuil–Hudson.

## Correspondances

### Autobus

#### Société de transport de Montréal[2]
| Circuit | Destinations          | Tracé | Horaires |
| ------- | --------------------- | ----- | -------- |
| 411     | EXPRESS Lionel-Groulx | Tracé | Horaires |